# ドゥルヨーダナ
ドゥルヨーダナ（梵: दुर्योधन、IAST：Duryodhana）は、インドの叙事詩『マハーバーラタ』の登場人物。盲目王ドリタラーシュトラと妃ガーンダーリーとの間に生まれたカウラヴァ百人兄弟の長男。  邪悪で嫉妬深い性格から従兄弟のパーンダヴァ五兄弟と対立し、クルクシェートラの戦いを引き起こした。
マハーバーラタにおいては、悪魔（カリ）の化身とされる。カリとは最悪の賽の目であり、最悪の時代（カリ・ユガ）を表す。ドゥヴァーパラ（二番目に悪い賽の目、および時代）の化身とされる母方の伯父のシャクニと関係が深い。

## 出生
母ガーンダーリーはかつて聖仙ヴィヤーサを恭しくもてなし満足させたことで、100人の息子に恵まれるという恩寵を得た。
時が経ち、ガーンダーリーはドリタラーシュトラの子を身籠ったが、2年経っても出産することはなかった。
そこで、ガーンダーリーは苦悩して胎児を産み落としたが、それは鉄のように堅い肉塊であった。（クンティーに先に王子が生まれたことを嘆き怒って自らの腹を殴ったところ、肉塊を産んだという話もある。）
ヴィヤーサの指示により、その肉塊は100つ（実は101つである）に分けられ、それぞれギー（インドの乳製品）で満たした100個の瓶に入れられた。
やがて、それらの瓶から第一に生まれ出た息子がいた。それがドゥルヨーダナである。
ドゥルヨーダナが生まれると、いたるところで肉食獣やジャッカルが唸り声をあげるなど不吉な前兆が見られた。
そのため、彼の父ドリタラーシュトラ王の周りのバラモンたちとヴィドゥラ（ドリタラーシュトラの異母弟、ドゥルヨーダナの叔父）は、「このような不吉な兆候と共に生まれた子は一族を滅ぼすことになるため、心を鬼にして捨てるべきである」と説いたが、
ドリタラーシュトラは息子への愛着からその忠言を聞き入れなかった。

## パーンダヴァ兄弟への策略

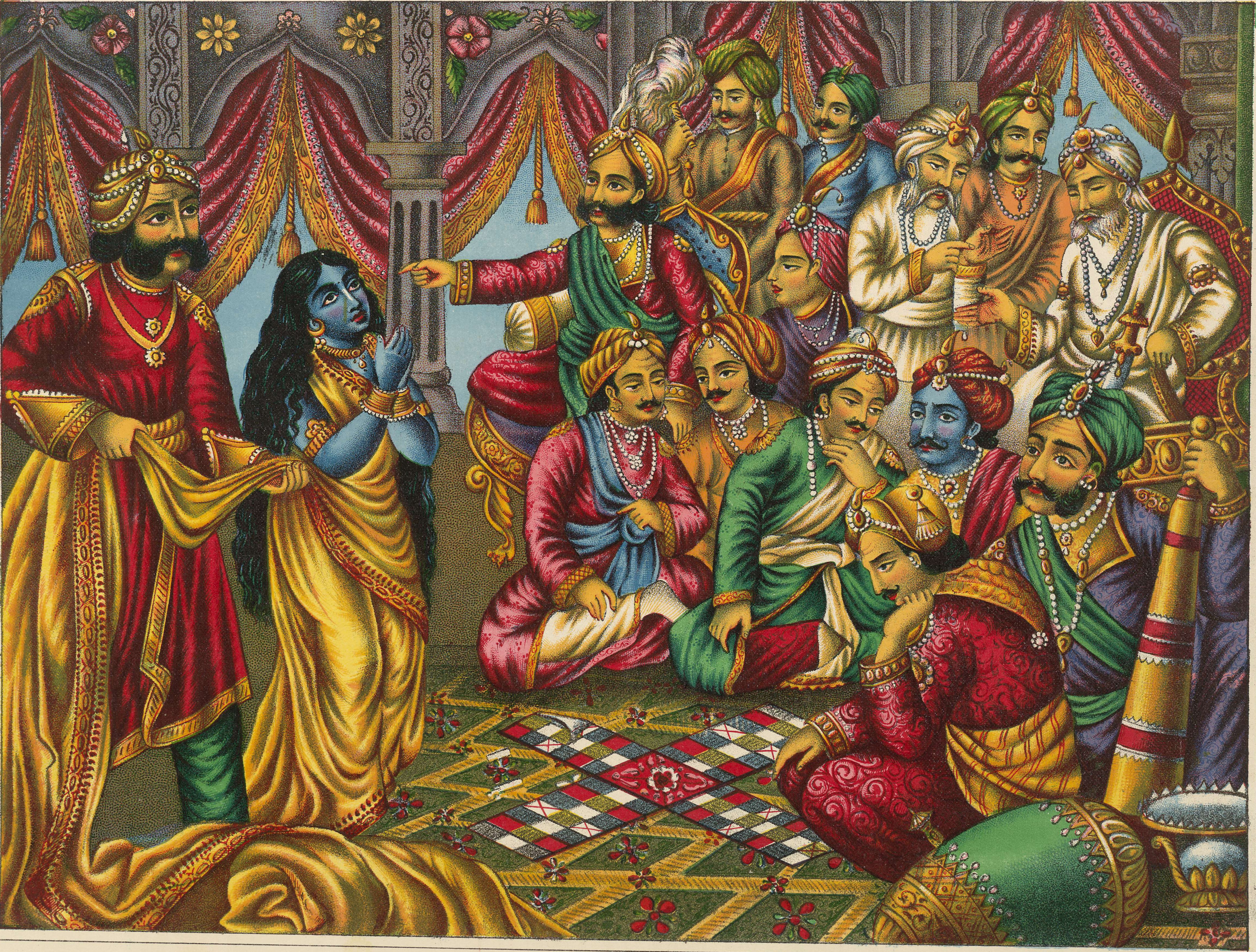
ドラウパディーがサイコロゲームに招かれる場面

人望があり年長でもあるユディシュティラのほうが、クル国の次期王にふさわしいという声が大きく、ドゥルヨーダナは嫉妬と不安に苛まれていた。
王位を狙うドゥルヨーダナは、常にパーンダヴァ兄弟を征服し、自らが権力を得られることを望んだ。
そのため、ドゥルヨーダナは母方の伯父シャクニ、親友であるカルナ(カルナとの関係はカルナの項目参照）、弟のドゥフシャーサナなどを腹心とし、パーンダヴァ兄弟に対し様々な策略を講じた。
少年期には、一緒に遊んでいた弟達と共にパーンダヴァ五兄弟の次男ビーマの力に振り回されていることに憎しみを募らせ、ビーマを謀略により殺害し、次いで長男のユディシュティラと弟達を力ずくで捕縛して権力を得ようと考えた。
水遊びをした際には、疲れて（毒を持って眠らせたという説もある）眠っていたビーマを縄で縛り上げガンジス河に投げ込んだ。しかし、ビーマは目覚めるとすぐにその戒めを解き、生還した。またある時は猛毒を持つ蛇たちにビーマを噛ませて殺そうとしたり、新しく作った毒でビーマを殺害しようとしたりするも、いずれも失敗した。
ドゥルヨーダナは、他のクルの王子らと共にドローナ、クリパという二人の武芸の師の下で修業を行った。クルの王子たちが各々の習得した武術を披露するための御前試合が行われた際には、ドゥルヨーダナはビーマと激しい棍棒戦を披露した。そこへアルジュナに対抗意識を燃やすカルナが乱入し、アルジュナと同じように弓で数々の技を披露して見せた。カルナはアルジュナを挑発して決闘を挑もうとするも、決闘を行うためには素性を明らかにすべきであり、王族は己より下位の者と戦ってはならないというクリパの言葉にカルナは窮する。そこでドゥルヨーダナは、その場でカルナをアンガ王に即位させる。これに感謝したカルナに対し、ドゥルヨーダナは「永遠の友情を望む」と答え、二人は抱き合って喜びを分かち合う。これで王族同士となったカルナとアルジュナであったが、会場に現れたカルナの養父アディラタを見て、ビーマが「御者の息子に、アルジュナに殺される資格などない」と言い放ち、それにドゥルヨーダナが王族にとっては力が最も重要であり、耳輪と鎧を身に着けたカルナは王にふさわしいと反論したところで日が沈み、決闘は果たされないまま試合は解散となった。カルナはドゥルヨーダナにこの上なく甘い言葉で世辞をいい、それを受けたドゥルヨーダナはアルジュナへの恐れを消滅させていった。
しかし、その後もドゥルヨーダナはアルジュナやビーマの卓越した武術に悩み、カルナやシャクニと共にパーンダヴァの殺害を何度も試み、失敗した。パーンダヴァはヴィドゥラの助言に従って、加害を公言しなかった。市民たちはユディシュティラらパーンダヴァの美質を高く評価し、「パーンダヴァの長男であるユディシュティラは、若年ながら老成しており、真実の人で、慈悲深い人である。即位すればビーシュマとドリタラーシュトラとその息子たちを尊敬し、数々の恩恵を与えてくれるであろう」と広場や集会場に集まって言った。この言葉にドゥルヨーダナは激しく嫉妬し、ドリタラーシュトラに「このままでは我々は永遠に王位継承から外され、世間に人々に軽蔑されてしまう。我々が苦しむことのないよう、速やかに対処してください」と進言する。ドリタラーシュトラは一度は否定するものの、ドゥルヨーダナが名誉と財物で臣下をつり、パーンダヴァを王都から追い出すことを提案すると、それを受け入れてしまう。
さっそくドゥルヨーダナは、燃えやすい素材を用いて宮殿を建てさせ、そこにパーンダヴァ兄弟を住まわせて、火を付けて殺そうとした。パーンダヴァは、ヴィドゥラの助言とユディシュティラの知恵により火災から逃れて潜伏後、ドラウパディーという花嫁を得、ドルパダ王の後ろ盾を得て帰国する。（詳細はアルジュナ、ユディシュティラの項目を参照）ドゥルヨーダナは、パーンダヴァ暗殺が失敗したことを知り、落胆し、実行犯であるプロ―チャナの悪口を弟達と言いあった。

## 骰子賭博とパーンダヴァ兄弟の追放
パーンダヴァが王国に帰還すると、ドゥルヨーダナは母親の異なるユディシュティラ、ビーマ、アルジュナと、ナクラ、サハデーヴァの間をバラモンを用いて決裂させること、妻であるドラウパディーを怒らせ仲違いさせること、ビーマを暗殺することなど提案する。一方、カルナはドゥルヨーダナの意見を却下して、武力によってパーンダヴァを倒すことを提案する。
　
しかし、クル国の家臣たちはこれを良しとせず、パーンダヴァとの講和のため、領土をそれぞれ分割することをドリタラーシュトラ王に提案し、ドリタラーシュトラはこれを受け入れた。
すなわち、クル国の首都ハスティナープラがドゥルヨーダナに、辺境の地カーンダヴァプラスタがユディシュティラに与えられた。ユディシュティラはカーンダヴァプラスタをインドラプラスタと改称し、不毛の地を栄華極まる土地へと開拓した。
そして、ユディシュティラは諸王が憧れる世界皇帝の即位式（ラージャスーヤ）を行い、権勢を極めた。
ドゥルヨーダナはその即位式の豪華さに圧倒され嫉妬し、蒼白となった。
そこで、伯父のシャクニは、「賭博に長けた自分なら、容易にユディシュティラから全てを奪うことができる」と語り、ドゥルヨーダナを励ました。
ドゥルヨーダナは、シャクニと共にドリタラーシュトラを説得し、パーンダヴァ兄弟を骰子賭博の場に招待させる。
ドゥルヨーダナは自らの代わりにイカサマに長けたシャクニにユディシュティラの相手をさせ、彼が賭けた財産、領土、果ては兄弟や妻のドラウパディーまで全てを奪い取った。
ドラウパディーを勝ち取った際、ドゥルヨーダナは弟のドゥフシャーサナに、生理中で部屋にこもっていたドラウパディーを引き摺ってでも連れてくるよう命じた。ドゥフシャ―サナはドラウパディーを集会場に力ずくて連れてくると、激しく揺さぶり、「奴隷女め」と罵った。カルナはこの嘲りを殊更に喜び、さらに服を剥ぎ取るよう命じた
その後、ドリタラーシュトラの計らいによって、賭けられた全てのものがユディシュティラに返還されたが、ドゥルヨーダナは、「敗者は12年間森に住んだあと、1年間正体を知られることなく隠れて暮さねばならない」という条件を挙げ、再びユディシュティラをサイコロ賭博に誘い、シャクニの詐術によって彼を打ち負かし、パーンダヴァ兄弟を森へ追放した。ドゥルヨーダナは目論見の成功に有頂天になったが、この暴虐はパーンダヴァたちの怒りを買い、ビーマとナクラはドゥルヨーダナ以下弟たちを、サハデーヴァはシャクニを、アルジュナはカルナを殺すことを誓った。

## 牧場視察と悪魔の励まし
パーンダヴァが追放されている間、ドゥルヨーダナは、パーンダヴァの苦しむ姿を見て楽しもうとカルナ、シャクニらと共に牧場視察を企てる。大軍を伴って森へ入り、娯楽のための家を兵士らに作らせるが、そこは半神ガンダルヴァたちが既に陣取っていた。ガンダルヴァたちと場所を取り合って争いとなるが、半神である彼らに敵わず、形勢不利とみたカルナを含む全軍が逃げ出し、ドゥルヨーダナは捕まってしまう。ドゥルヨーダナの臣下の願いを聞いて助けに来たパーンダヴァ兄弟に助けられるも、屈辱のあまり自殺を考える。ドゥフシャ―サナやカルナ、シャクニが励ますが、ドゥルヨーダナは意志を変えなかった。そこへ現れた悪魔たちが、ドゥルヨーダナの上半身はヴァジュラの集積から、下半身は女神により花で作られたと告げ、悪魔と羅刹が味方に付いていると励ました。さらに悪魔は、ドゥルヨーダナに自分たちの王として地上を統治するように勧めた。これにより、ドゥルヨーダナは生きる希望を取り戻し、パーンダヴァ兄弟を殺して王国を得ることを再度決意した。
気を持ち直したドゥルヨーダナは、ユディシュティラの皇帝即位式に対抗してヴァイシュナヴァという大祭を行った。約定として13年間王国を追放されているパーンダヴァが、約定に従う以上は招待を受けられないことを知りながら、パーンダヴァにも招待の使者を送った。ユディシュティラは丁重にこれを断ったが、この侮辱的行為はビーマの怒りを買った。

## クルクシェートラ戦争
骰子賭博の約定通り、パーンダヴァ兄弟が13年間の追放を満了した後も、ドゥルヨーダナはパーンダヴァ兄弟に一切の領土を返還することを拒んだ。両親や武芸の師であるドローナ、一族の長老であるビーシュマの説得、パーンダヴァ側からの和平交渉のすべてを拒絶したため、クルクシェートラ戦争に至った。
戦争には諸国の王らがドゥルヨーダナらカウラヴァ陣営と、ユディシュティラらパーンダヴァ陣営に分かれて戦った。ドゥルヨーダナは、ユディシュティラの弟である双子のナクラ、サハデーヴァの伯父のマドラ国王シャリヤをパーンダヴァより先にもてなすことで味方につけることに成功する。
クルクシェートラ戦争において、ドゥルヨーダナは、11アクシャウヒニー（当時の軍隊の規模の単位）という、
ユディシュティラの7アクシャクヒニーに対し大きな規模の軍隊を擁して進軍した。
しかし、戦争はドゥルヨーダナの思い通りには進まなかった。まず自陣営で最も強力な戦士であるビーシュマとカルナが対立し、カルナはビーシュマが倒れるまでの十日間は一族共々戦争に参加しなかった。
またビーシュマが倒れた後、強力な戦士であるドローナがパーンダヴァに手を下すことを拒絶した。味方が次々とビーマやアルジュナに倒される中、ドゥルヨーダナはユディシュティラを生け捕りにするようドローナに命じる。やっと和平を結ぶ気になったとドローナは感動するが、すぐに「生け捕り後、骰子賭博で再度追放する」というドゥルヨーダナの言葉に失望する。さらに、アシュヴァッタ―マンが放った強力な武器は「戦う意思のない者には効かない」という特性があり、クリシュナの働きかけで武器を手放したパーンダヴァ陣営には効かなかった。アシュヴァッタ―マンに再度武器を放つよう求めるも、一度放たれた武器は戻らないと告げられてしまう。
ビーシュマ、ドローナ、カルナ、シャリヤと次々と自陣営の強力な戦士らを失い、ビーマに弟達を殺され、サハデーヴァにシャクニを殺されて一人になったドゥルヨーダナは湖に逃げ込み身を隠した。

## ビーマとの最終決戦

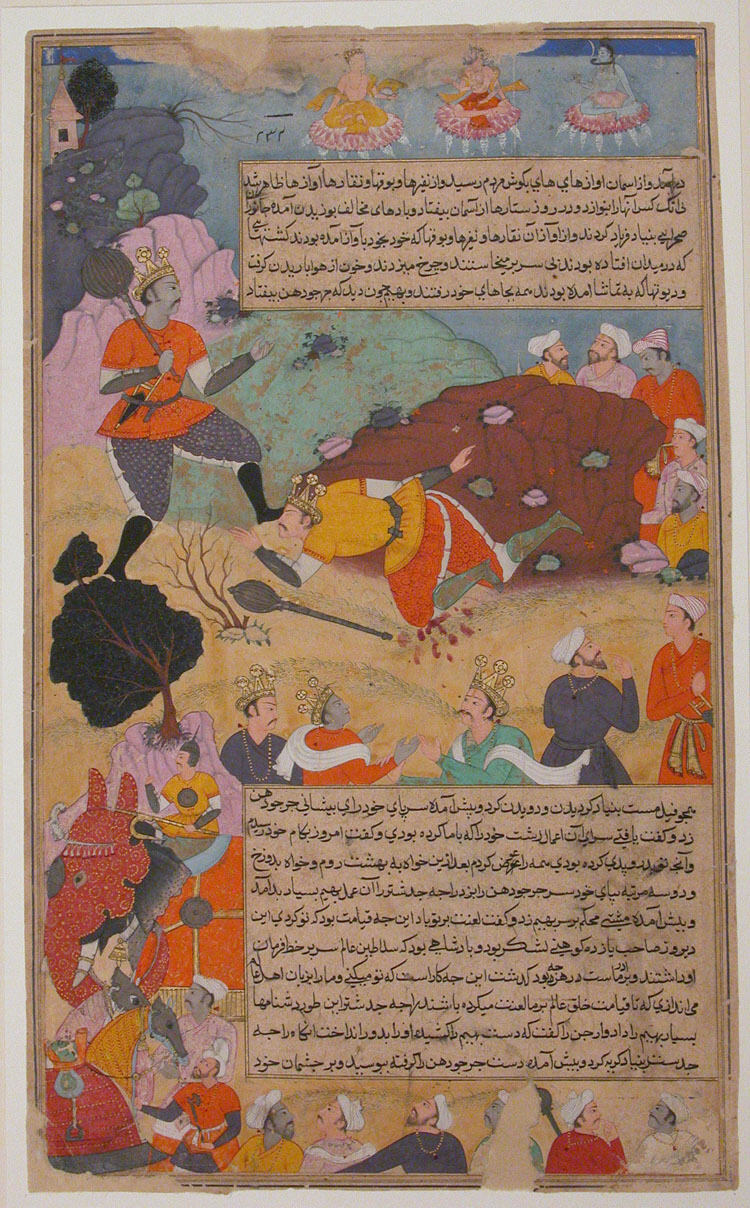
ドゥルヨーダナがビーマに敗れるシーン

湖に隠れているところに、生き残ったカウラヴァの戦士たち（クリパ、アシュヴァッタ―マン、クリタヴァルマン）がやってきて、再度パーンダヴァたちと戦うことを勧めるも、ドゥルヨーダナは、今は休みたいと告げて断った。森で狩りをしていた猟師らがこのやり取りを聞いており、すぐさまパーンダヴァらに伝えると、ユディシュティラは軍を率いて湖へ向かった。ユディシュティラはドゥルヨーダナに対し、「好きな武器、そして自分たちのうち誰か1人を選んで戦え。もし、ドゥルヨーダナが勝てば自分は敗北を認めるだろう」との約束をした。
ドゥルヨーダナは棍棒を選び、生涯憎んできたビーマを対戦相手に選んだ。
クリシュナは、「ドゥルヨーダナは棍棒術において比類なき戦士であるのだ。そのような彼に対して、君はあまりにも安易な約束をしてしまったものだ」としてユディシュティラを非難した。
案の定、ドゥルヨーダナはビーマを激しく追い込んでいた。
そこで、クリシュナは、かつてドゥルヨーダナがドラウパディーを侮辱した際に、ビーマがドゥルヨーダナの腿を砕くと誓ったことを彼に思い起こさせて、ビーマにドゥルヨーダナの腿を攻撃させて打ち負かした。
棍棒を用いた戦いにおいて、このように臍から下を狙うことは反則であったため、ドゥルヨーダナ自身や、そして彼とビーマにとり棍棒術の共通の師であるバララーマなどが、このことを非難した。
これに対し、クリシュナはドゥルヨーダナの行ってきた悪行を挙げ、非法に非法で報い正義を打ち立てることは正当であると主張した。
なおも、苦しい息のもとでドゥルヨーダナはクリシュナをひどく罵倒し、自らが打ち立ててきた王族としての業績を挙げ、そして、戦士として勇敢に戦い死んでいくことを誇る旨を語った。さらに、「この世に残って荒れ果てた家に戻り、惨たらしく殺された友人を思って苦しみ、長いこと求めていた勝利の味は、砂をかむのと等しいことを悟る。さて私とあんたと、どちらが祝福されているだろうかね？」と言い放った。
その際、天上の神々が妙なる音楽を奏でて、花を降らしドゥルヨーダナを称えた（花が降り注ぐのは超人的行為を賞賛するポピュラーな表現であり、マハーバーラタでも珍しくはなく頻繁に登場する）。（山際素男訳『マハーバーラタ 第5巻』においては「お前たちはこれから悩みを背負って生きてゆかねばならないのだ」という台詞になっている。）
ドゥルヨーダナはビーマに敗北した後、駆け付けたクリパ、クリタヴァルマン、アシュヴァッタ―マンの中でアシュヴァッタ―マンを最後の総指揮官に命じる。（山際版第5巻、第9巻）アシュヴァッタ―マンは命令を受けてパーンダヴァらへの夜襲を決行する。ドゥルヨーダナは血だまりの中で一晩を過ごし、アシュヴァッタ―マンの成功の報告を受けて息を引き取った。なお、実際にはパーンダヴァ五兄弟は生存しており、アシュヴァッタ―マンの夜襲は失敗している。